# Chamaven

Rijksgrens van het Romeinse Rijk in ongeveer 70 AD met de verschillende stammen in dat gebied

De Chamaven waren een Germaans volk, dat later tot het stamverband van de Franken werd gerekend. Het gebied dat zij bewoonden lag aan de rechteroever van de Rijn, ten oosten van de Frisii, tegenwoordig de Achterhoek, Liemers en het district Grafschaft Bentheim in Nedersaksen. Hun naam leefde waarschijnlijk voort in de gouw Hamaland, tussen de Neder-Rijn en de IJssel.
De Romeinse landkaart die bekendstaat als de Peutinger-kaart heeft rechts van de Rijn een inschrift wat gewoonlijk geïnterpreteerd wordt als: Chamavi qui et Franci, wat betekent: 'de Chamaven die ook Franken [zijn/worden genoemd]'.
De Chamaven bevonden zich volgens Tacitus´ Germania ten westen van de Frisii. De Bructeren die daar eerder woonden zijn door de Chamaven vermoedelijk naar het zuiden verdreven.
De Chamaven staan vermeld in de Notitia Dignitatum als een Romeinse legereenheid.